# Liste der Ministerien von Palau
Dieses ist die Liste der Ministerien der Republik Palau.

## Ministerien
Stand: 2015
- Ministry of Community & Cultural Affairs (deutsch Ministerium für Kommunales und Kulturangelegenheiten)
- Ministry of Education (deutsch Ministerium für Bildung)
- Ministry of Finance (deutsch Ministerium für Finanzen)
- Ministry of Health (deutsch Ministerium für Gesundheit)
- Ministry of Justice (deutsch Ministerium für Justiz)
- Ministry of Natural Resources, Environment & Tourism (deutsch Ministerium für Natürliche Ressourcen, Umwelt und Tourismus)
- Ministry of Public Infrastructure, Industries and Commerce (deutsch Ministerium für Öffentliche Infrastruktur, Industrie und Wirtschaft)
- Ministry of State (deutsch Ministerium für Staatsangelegenheiten)